# جيل كلوتير
جيل كلوتير (بالفرنسية: Gilles Cloutier)‏ (و. 1928 – 2014 م) هو فيزيائي من كندا . ولد في مدينة كيبك .
توفي في لافال ، عن عمر يناهز 86 عاماً.

## التعليم
تعلم في جامعة لافال

## جوائز
حصل على جوائز منها:
- شريك وسام كندا.